# King’s Quest V: Absence Makes the Heart Go Yonder!
King's Quest V: Absence Makes the Heart Go Yonder! (рус. Королевский квест V: Сердце зовёт в дорогу!) — компьютерная игра 1990 года от Sierra, пятая часть квестового сериала King’s Quest (Королевский квест, также Королевские поиски, Королевское поручение, Королевские приключения). Игра была разработана с использованием нового игрового движка — SCI 1.0, благодаря чему имела значительные отличия от предыдущих частей в графике и интерфейсе. Впервые в серии появился режим VGA — игровые локации были нарисованы в разрешении 320×200 и использовали 256 цветов. Это первая игра от Sierra, взаимодействовавшая с игроком посредством ориентированного на мышь интерфейса «point-and-click» (рус. укажи и щёлкни), использовавшего иконки для совершения различных действий (так называемый icon based interface). Этот интерфейс пришёл на смену старому, использовавшему ввод текста с клавиатуры (как в текстовых квестах), что повлекло за собой возмущение некоторых хардкорных фанатов серии, предпочитавших старый способ управления. Впрочем, игрок вполне мог обойтись только клавиатурой — движок предусматривал эмуляцию перемещений мыши с помощью клавиш стрелок, поскольку тогда мыши ещё не стали стандартным аксессуаром ПК. Это была одна из первых высокобюджетных игр, на разработку которой было потрачено более миллиона долларов.
В 1991 году вышла «говорящая» версия игры на компакт-диске, где все персонажи были озвучены, причём главный герой игры — король Грэм (Graham) — оказался весьма молодым и хорошо сложенным для своих лет человеком (вероятно, из-за того, что в предыдущей игре его накормили молодильными яблоками). Также была выпущена версия игры для NES. Это была одна из первых компьютерных игр, вышедших на компакт-диске.
Игровая музыка в формате MIDI была написана Марком Зейбертом, Кеном Алленом, Робом Атесалпом и Крисом Брайменом.

## Сюжет
Во вступлении игрок видит панораму королевского замка Дэвентри в солнечный день. Неожиданно появляется таинственная фигура в плаще с посохом, замок оказывается охвачен волшебным водоворотом и исчезает. Единственным членом королевской семьи, избежавшим похищения, оказался сам король Грэм, прогуливавшийся в это время по окрестностям замка. Возвратившись с прогулки, Грэм, обнаружив исчезновения замка, и встречает говорящего филина по имени Сэдрик (Cedric). Филин — случайный свидетель похищения — рассказывает королю, что фигура в плаще — это злой и могущественный чародей Мордэк, который похитил замок и семью короля с помощью своего чёрного колдовства. Грэм и Сэдрик отправляются в страну Серению (Serenia), где живёт хозяин Сэдрика — добрый чародей Криспин (Crispin). Криспин помогает королю советом, дарит свой магический жезл и даёт ему кусочек белой змеи, съев который Грэм приобретает полезную способность разговаривать с животными. После чего король и Сэдрик отправляются в путешествие.
Позже Грэм узнаёт, что Мордэк — это брат колдуна Маннанана (Mannanan), которого принц Александр (сын короля) превратил в кота в третьей игре серии. Одержимый местью, Мордэк похитил замок, и угрожает скормить королевскую семью коту (то есть Маннанану), если Александр не вернёт его брату человеческий облик. Путешествуя по стране, помогая животным и людям, король Грэм постепенно найдёт путь к замку Мордэка и, победив колдуна в магическом поединке, вернёт своё родовое гнездо и близких.

### Связь с другими играми серии
Королевский квест V — первая игра в серии, события в которой непосредственно мотивированы сюжетом одной из предыдущих игр. Обычно новые персонажи, с которыми игрок знакомится в одной игре, могут стать важными в следующей. Например, Розелла, появившаяся в третьей части, становится главной героиней четвёртой и седьмой частей. Но в этой части сюжет непосредственно связан с сюжетом третьей — превращение Маннанана в кота было необходимо для завершения третьей части, и последствия этого поступка — движущая сила сюжета пятой.
Окончание King’s Quest V плотно вплетается в завязку её продолжения — шестой части сериала. В замке Мордэка Грэм знакомится с принцессой Кассимой (Cassima) — служанкой Мордэка. Мордэк похитил Кассиму, и, после того, как она отказалась выйти за него замуж, сделал её своей прислугой. Кассима выручает короля из темницы. После победы принц Александр обещает Кассиме навестить её в Стране зелёных островов (Land of the Green Isles), родине Кассимы, что и является завязкой сюжета шестой части. Кассима упоминает Визиря, познакомившего её с Мордэком. В шестой части мы узнаём, что Мордэк и Визирь (главный злодей в этой игре) — оба члены организации «Общество чёрной мантии» (Society of the Black Cloak). Даже мелодия, сопровождавшая появление Кассимы в замке, в шестой части после небольшой переработки стала основной музыкальной темой любви Александра и Кассимы.

## Название
Название игры, традиционно для серии, является пародией. В данном случае объектом насмешки стала расхожая фраза «от разлуки любовь горячей» (сравните англ. absence makes the heart grow fonder и фразу в названии — absence makes the heart go yonder). Таким образом, название является каламбуром, намекающим на исчезновение семьи Грэма и на дальнейшие поиски.

## Игра

### Игровой процесс
Появление SCI версии 1.0 было «ответом» основному конкуренту — SCUMM от LucasArts. SCI 1.0 представляет собой следующую ступень в развитии квестового интерфейса — вместо дюжины глаголов SCUMM он предлагает всего пять кнопок действий, выбор которых изменяет вид указателя. Например, нажатие кнопки «смотреть» превращает указатель в пиктограмму глаза, выбор предмета из инвентаря — в изображение этого предмета и так далее.

Главный герой у портного. Вверху — всплывающая панель с кнопками действий.

В остальном, игровой процесс стандартен для квестов того времени: игрок управляет перемещениями протагониста по экрану, путешествуя по игровому миру, общаясь, собирая и используя различные предметы, которые могут взаимодействовать как между сбой, так и с другими объектами и персонажами. Процесс общения с другими персонажами игры неинтерактивен и необходим лишь для изложения сюжета (выбор вариантов ответов отсутствует). При разговоре обычно появляется детализированный портрет персонажа, а иногда — подробное изображение сцены разговора. В игре нет явных головоломок — большинство загадок вплетено в сюжет. Специфической головоломкой является исследование пустыни, а также лабиринт.
Во флоппи-версии игры применена защита от незаконного копирования — пару раз игрока просят заглянуть руководство пользователя, чтобы узнать, какие латинские буквы соответствуют рунам на экране (прохождения игры, имеющиеся на сегодня в интернете, обычно снабжаются картинкой с рунами из мануала). В версии на компакт-диске защиты от копирования нет.

### Критика
Игромания называет King’s Quest V самой важной игрой в истории адвенчур после оригинального King’s Quest. В пятой части были впервые для квестов использованы VGA-графика, голосовое озвучивание персонажей (в CD-версии) и, главное, интерфейс с иконками и управлением мышью.
Игра разошлась тиражом в 500 тыс. копий и до 1995 года был самой продаваемой игрой всех времен.
Также это первый квест, бюджет которого превысил $1 млн. Только на озвучивание игры было занято пятьдесят актёров.
Игрок управляет одним персонажем — королём Грэмом. Филин Сэдрик только сопровождает Грэма, давая советы и пояснения. Несколько раз его надо спасти от опасности, однако сам он почти бесполезен. Его комментарии обычно не несут смысловой нагрузки, поскольку он говорит очевидные истины (например, при переходе на экран с большим кораблём посередине, филин говорит «Смотри, Грэм, тут есть корабль! Мы можем отправиться на нём в путешествие»). Критики замечали, что филин является в сюжете некой чужеродной и искусственной составляющей, от удаления которой игры бы только выиграла. Многие игроки невзлюбили Седрика, и в некоторых играх Сьерры были пасхальные яйца, в которых филин был так или иначе травмирован. Например, в четвёртой части квестового сериала Space Quest можно поиграть во встроенную игру Ms. Astro Chicken game, в которой игрок награждается 50 очками за попадание в Сэдрика. В игре Freddy Pharkas: Frontier Pharmacist можно заметить стервятников, поедающих Сэдрика. В любительской игре «Роман с камнями» (Romancing the Stones) тоже была забавная сценка, в которой Грэм отправлял Коннора в охоту на сову.
Игра печально известна большим количеством вариантов гибели главного героя, а также неудачными сюжетными головоломками. Например, ближе к концу игрок должен преодолеть сбивающий с толку однообразный лабиринт, в котором, вместо того, чтобы смотреть всегда на север (то есть вверх экрана, как это принято), игрок всегда смотрел в направлении движения. Если на экране есть край обрыва, пропасть или река, то Грэм всенепременно гибнет, если случайно окажется у края. Но больше всего игре вредят так называемые тупики, преследующие игрока с самого начала и до конца игры: в игре есть много действий, совершив которые игрок уже не сможет завершить игру. Чаще всего, это банальный пропуск необходимого в дальнейшем предмета, не взяв который игрок обречён бесконечно бродить по одной локации, не имея возможности без этого предмета решить проблему, мешающую дальнейшему прохождению. Он должен либо начать с начала, либо восстановить ранее сохранённую игру (если он догадался сохраниться в нужном месте).
Например, отправляясь в «Тёмный лес» (Dark Forest), мало захватить с собой волшебный медальон, защищающий от ведьмы. Не взяв с собой кувшин с джином, игрок не сможет победить ведьму, и будет бесконечно ходить по лесу, уже не имея возможности из него выбраться (причём непонятно, что именно требуется от игрока, и почему он не может пройти дальше). Такого рода тупики уже в те времена считались дурным тоном в приключенческих играх (сейчас же подобное рассматривается как ошибка разработчиков). Всё это делало чрезвычайно трудным прохождение игры без подсказок.
Имя чародея Маннанана в игре произносится как Мананнан (Мананнан — владыка моря в кельтской мифологии). Вероятно, двойное «н» в начале слова — опечатка.

## Пасхальные яйца
Чтобы увидеть в игре пасхальное яйцо, после того как Грэм спустится с горы на санках, надо, предварительно сохранившись, применить плащ на обломках саней. Работает только во флоппи-версии игры, в версии на компакт-диске этого пасхального яйца уже нет.
Если при первом появлении в спальне Мордэка кликнуть «рукой» на стоящем рядом со входом бюсте бородатого мужчины, то появится сообщение: «Особая признательность Робину Бредли и остальной команде обеспечения качества» (англ. Special thanks to Robin Bradley and the rest of QA stuff).

## Локализация
Ни в СССР, ни в России игра официально не издавалась. Хотя пиратские копии игры были доступны любителям квестов уже в начале 90-х, локализации King’s Quest V, даже пиратской, до 2007 года не существовало. В 2004 году к переводу игры приступил любительский проект PRCA (Project of Rusification of Classic Adventures — проект по русификации классических приключенческих игр), точнее его ответвление, занимающееся локализацией игр от Sierra — проект RuSCI. 3 октября 2007 года на сайте проекта был выложен перевод игры.

## Ремейк
В 2007 году поклонники пятого «Королевского квеста» выпустили его ремейк в виде текстового квеста. Эта игра называется King’s Quest V — The Text Adventure.